# Batalha de Rymnik

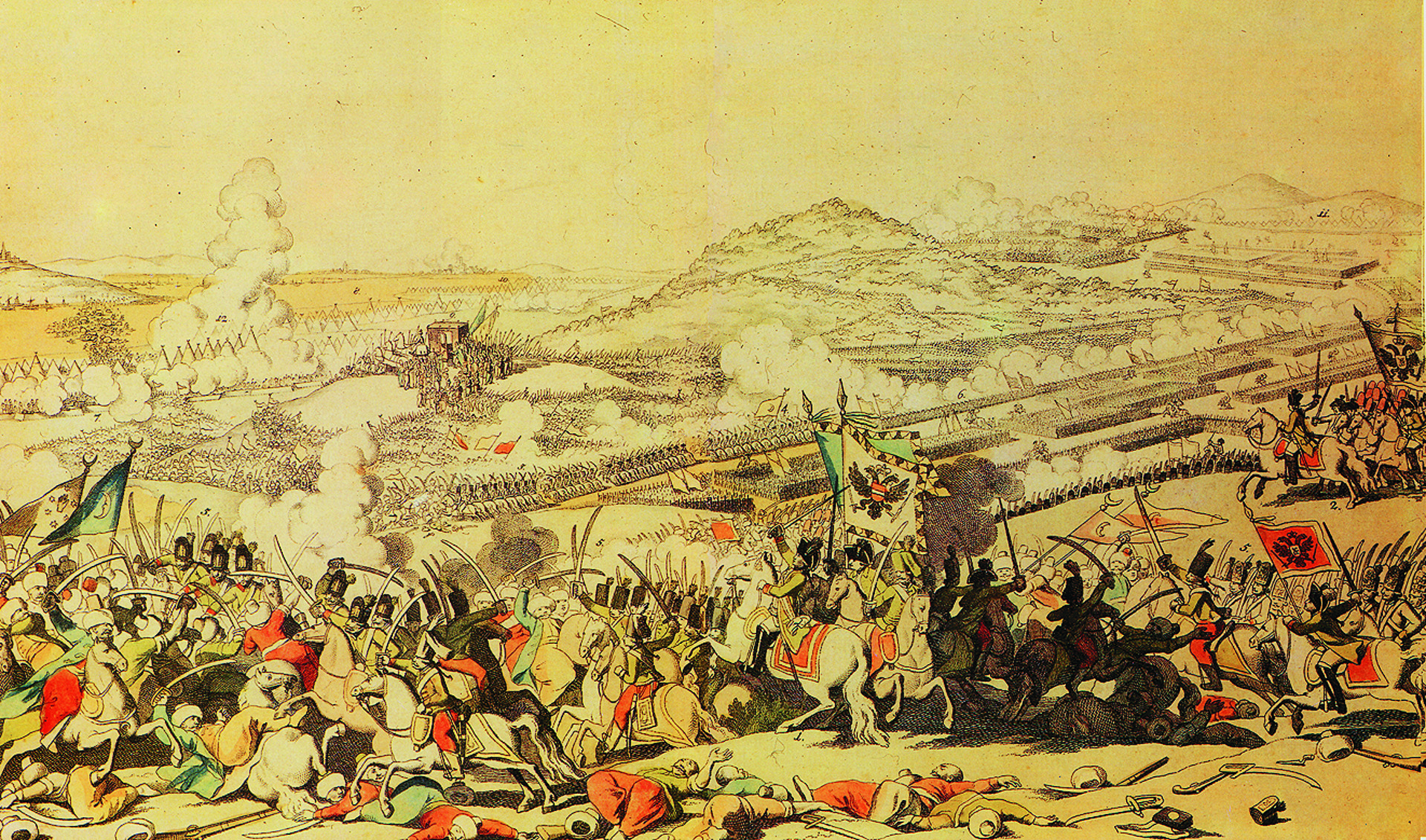
Confronto entre tropas russo-austríacas e turcas na Batalha de Rymnik

A Batalha de Rymnik ou Rimnik (turco: Boze Savaşı [Batalha do Boze]; russo: Рымникское сражение [ Batalha do Rymnik]) em 22 (11) de setembro de 1789, ocorreu na Valáquia, perto de Râmnicu Sărat (atual Romênia), durante a Guerra Russo-Turca de 1787–1792. O general russo Alexander Suvorov, atuando em conjunto com o general dos Habsburgos o príncipe Josias de Coburgo, atacou o principal exército otomano sob o comando do grão-vizir Cenaze Hasan Pasha. O resultado foi uma vitória esmagadora russo-austríaca.

## Batalha
Suvorov dividiu seu exército combinado em duas colunas para avançar em direção às formações otomanas às 11h, na manhã seguinte, após cruzar o rio Rymnik (hoje conhecido como Râmna), atacou. À medida que avançavam, paralisaram a artilharia inimiga e adotaram formações quadradas de infantaria para repelir os contra-ataques da cavalaria inimiga que tentavam dividir o exército russo em dois. Feito isso, o exército invadiu o acampamento inimigo e os derrotou completamente.
Às 17 horas, depois de atacar as fortificações otomanas perto da aldeia Bogza (Vrancea) e reunir-se com o exército austríaco, o exército combinado avançou então para uma ofensiva geral em direção ao principal acampamento otomano na floresta próxima. Enquanto o avanço dos austríacos imobilizava as tropas inimigas, o resto do exército de Suvorov flanqueou o exército inimigo e atacou-o com a cavalaria, causando pânico entre os otomanos que quase não tinham para onde recuar, a não ser através do Rymnik, onde a maioria deles se afogou ao tentar cruzar isto.

## Vítimas
Ao custo de 1 000 baixas, Suvorov infligiu cerca de 20 000 baixas contra os turcos, que estavam agora em plena retirada dos Principados do Danúbio. Os turcos perderam toda a sua artilharia e trem de bagagem.

## Consequências
Por esta vitória, Alexander Suvorov recebeu o título de "Conde de Rymnik" (граф Рымникский, Conde Rymniksky) pela imperatriz russa Catarina, a Grande. Por outro lado, o vizir otomano Cenaze Hasan Pasha foi demitido em 2 de dezembro de 1789, após sua derrota. Enquanto isso, os Habsburgos ocuparam toda a Valáquia até o fim da guerra.